# Cutie and the Boxer
Cutie and the Boxer är en amerikansk dokumentärfilm från 2013 som är regisserad och producerad av Zachary Heinzerling.
Filmen var nominerad till en Oscar för bästa dokumentär vid Oscarsgalan 2014.

### Fotnoter
1. ↑  ”Cutie and the Boxer (2013)”. Box Office Mojo. http://www.boxofficemojo.com/movies/?id=cutieandtheboxer.htm. Läst 2 maj 2014.
2. ↑  Ford, Rebecca (28 februari 2014). ”Oscars: 'Cutie and the Boxer' Doc Subjects Find Fame, Success After Nomination”. The Hollywood Reporter. http://www.hollywoodreporter.com/news/oscars-cutie-boxer-doc-subjects-684358.